# Лебедівка (Звягельський район)
Лебеді́вка  — село в Україні, у Звягельському районі Житомирської області. Населення становить 290 осіб.

## Географія
У селі бере початок річка Брід.

## Історія
Офіційний рік заснування села Лебедівка — 1890. Раніше, до 1961 року, село мало назви — Слобода (Слобідка, Слободка) Черницька (Чернецька).
Проте поселення, насправді, значно старіше, оскільке тоді місцева римсько-католицька парафія вже існувала. Існує згадка, що у 1880 Слобода Черницька мала філію парафії католицької звягельскої. Сповідні розписи Новоград-Волинського костелу 1877 року, які зберігаються в Центральному державному історичному архіві в м. Києві, містять перелік прихожан з Черницької Слобідки. Зокрема в них згадуються польські прізвища родин — Балицький, Борецький, Гарбовський, Врублевський, Белецький, Запаловський, Кайданович, Карлинський, Левандовський, Люблинський, Малиновський, Марчевський, Міодулевський, Мокрицький, Пашковський, Поплавський, Сарницький, Свенцицький, Скоковський, Твелинський, Чарнецький та інші.
У 1902 Слобідка Черницька — село Новоград-Волинського повіту, Рогачівської волості, відносилося до православної парафії у Черниці (що у 5 верстах), було розташоване у 18 верстах від міста Новоград-Волинського, мало 63 двори, 473 мешканці.
У 1923 році село Чернецька Слобода було центром Слободо-Чернецької сільської ради Новоград-Волинського району Житомирської округи Волинської губернії разом із селом Дзекунка (Гута Дзекунка) та колонією Муравня (Мурові Голендри). Село налічувало 152 двори та 808 мешканців.
Радянська влада, мріючи про всесвітню революцію, намагалася створити прообраз соціалістичної Польщі в прикордонних районах України. Ним мав стати польський національний район ім. Мархлевського. З 1925 року в районах, де переважало польське населення, за постановою РНК УРСР від 29 серпня 1924 р. почали виділятися польські національні сільські ради. На кінець 1929 року в Мархлевському районі була 31 польська сільрада. Серед них була і Слободо-Чернецька сільрада — село Слобода Чернецька та хутір Мурові Голендри (Муравня), разом з населенням 1312 чол.
Але радянські керівники вважали, що польське населення у своєму національному районі не виправдало їх довіри, не підтримало колгоспного ладу.
І з 1935 року, коли як і по всій Україні, починається хвиля депортації польського населення з його національного району. З Мархлевського району у 1935—1937 рр. до східних районів Україні за її межі було переселено близько 10 тисяч польського населення. А у 1935 р. польський національний район ім. Мархлевського було ліквідовано.
У жовтні 1935 року із села Слобода-Чернецька до Харківської області, на основі компроментуючих матеріалів НКВС, трьома ешелонами було виселено 16 польських родин (94 особи). Серед виселених 30 осіб чоловічої статі, 24 жіночої, 40 дітей. Натомість на місце вибулих радянською владою переселялися колгоспники-ударники з Київської і Чернігівської областей.

## Споруди
- Костел св. Станіслава єп. мч. Києво-Житомирська дієцезія, Новоград-Волинський деканат. [Архівовано 20 листопада 2018 у Wayback Machine.]

У 1923 році парафія у Слободі-Чернецькій нараховувала майже 5 тисяч вірних. У 1925—1927 роках тут збудував сучасний дерев'яний костел майстер Свідерский із синами. 1935 року храм зачинили (вежі зруйнували), у ньому влаштували зерносховище. Проте під час ІІ св. війни святиня знову запрацювала. Нині Лебедівкою опікуються дієцезіальні священики з парафії Христа Царя Всесвіту у Новограді-Волинському.
- Лебедівське польське кладовище

## Відомі люди
1949 року в селі народився Рафаїл Маліновський, український хореограф, балетмейстер, народний артист України (1993).